# Baix continu
El baix continu (o simplement continu o en terminologia italiana basso continuo o continuo), és l'acompanyament musical utilitzat gairebé en tots els gèneres durant l'època barroca.
El baix continu, com el seu nom implica, es toca de forma contínua al llarg d'una peça i proporciona l'estructura harmònica de la música, complementant la melodia. La distribució d'instruments que s'encarreguen de la part del baix continu acostuma a deixar-se a la llibertat dels intèrprets i pot variar molt. Com a mínim un dels instruments ha de poder fer acords, com un clavicèmbal, un orgue, un llaüt, una tiorba o una arpa; a més també inclou un o més instruments de registre greu, com el violoncel, el contrabaix, la viola de gamba o el fagot. La combinació més habitual és clavicèmbal i violoncel en obres instrumentals i òperes, i orgue en música sacra; cada vegada és més habitual també afegir un llaüt o una tiorba per aportar més textura i reforç harmònic.
En les partitures la part corresponent al baix continu només indica la nota més baixa i l'instrumentista de teclat (o el que pugui fer acords) crea la part completa del continuo tocant, a més de les notes baixes indicades a la partitura, notes superiors per completar els acords. Aquestes notes superiors es poden determinar abans de la interpretació o es poden improvisar durant aquesta. La notació de baix xifrat, que es descriu més endavant, proporciona una guia, però en general s'espera que els intèrprets utilitzin el seu criteri i gust musical per crear les parts superiors, d'acord amb les altres veus o parts de la composició. Les edicions modernes d'obres musicals barroques sovint acompanyen el baix continu amb una part de teclat totalment desenvolupada, de manera que s'elimina la necessitat d'improvisar, però cada vegada més es torna a la pràctica habitual al barroc d'improvisar la part del baix continu.

## El baix xifrat
El baix continu es pot guiar mitjançant la indicació, a la partitura, de nombres i alteracions sota la nota corresponent. Aquests nombres indiquen quins intervals cal tocar per sobre de la nota del baix i quines inversions d'acords cal fer. El terme tasto solo indica que només s'ha d'interpretar la línia de baix (sense acords superiors), normalment fins a trobar altra vegada una xifra. La notació del baix xifrat no sempre ha estat consistent. Especialment al segle xvii els compositors omitien els nombres quan creien que l'acord era obvi. A vegades també s'especificava l'octava utilitzant intervals compostos, com 10, 11 i 15.
Com a exemple, el baix indicat a la següent partitura es pot produir, segons les indicacions del xifrat, tal com es mostra en color gris: